# ブギ浮ぎI LOVE YOU
「ブギ浮ぎI LOVE YOU」（ブギうぎアイ・ラブ・ユー）は、1981年（昭和56年）4月1日にリリースされた田原俊彦の4作目のシングル。

## 制作
田原が出演した小西六写真工業『サクラカラー』のCMソングに起用され、CMでは同社の「スキッパー」という洋服のプレゼントキャンペーンに伴い、サビの歌詞の一部を替えて歌唱された。

## テレビ番組での披露
TBS系『ザ・ベストテン』に数週ランクインした際、全身真っ白なツナギと白いローラースケート型ポシェットで登場、曲途中で大きな盥の中に入り、バックダンサーのジャPAニーズから水をかけられると、その白の衣装が様々な色に変わるという仕掛けを見せながら歌った事が一度だけある。

## 収録曲
| 全作曲: 宮下智、全編曲: 船山基紀。 |                         |           |            |      |
| #                                  | タイトル                | 作詞      | 作曲・編曲 | 時間 |
| 1.                                 | 「ブギ浮ぎ I LOVE YOU」 | 宮下智    | 宮下智     | 3:11 |
| 2.                                 | 「センチはやめろよ」    | 小林和子  | 宮下智     | 3:09 |
| 合計時間:                          | 合計時間:               | 合計時間: | 6:20       |      |

## カバー
ブギ浮ぎ I LOVE YOU
- 斎藤清六（1982年、アルバム『なんなんなんだ!?』収録）

## 参考資料
- アルバム『田原俊彦A面コレクション』（ポニーキャニオン、1986年）
- アルバム『BEST OF TOSHIHIKO TAHARA』（ポニーキャニオン、1998年）